# Jucuruçu
Jucuruçu este un oraș în statul Bahia (BA) din Brazilia.